# جيمس روزين (صحفي)
جيمس روزين (بالإنجليزية: James Rosen)‏ هو صحفي أمريكي، ولد في 1960 في بروكلين في الولايات المتحدة.